# Naraka (buddismo)

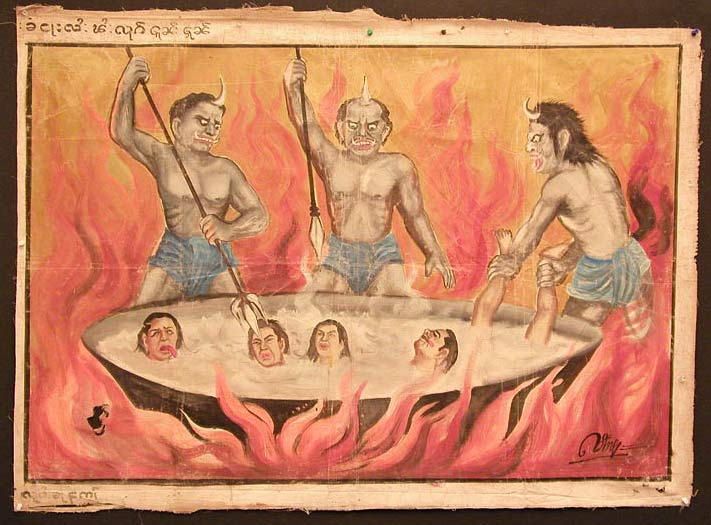
Rappresentazione di un Naraka caldo

Naraka नरक (Sanscrito; Pāli: Niraya निरय; cinese 那落迦, variante grafica: 捺落迦, Nàlùojiā o 地獄 Dì Yù; coreano 地獄 Ji-ok, giapponese 地獄 Jigoku o 奈落 Naraku; birmano: nga-ye; tibetano: དམྱལ་བ་ dmyal ba; thailandese: นรก nárók; malese: neraka)  è il nome attribuito nel buddismo ai mondi sotterranei in cui gli esseri senzienti sono condannati, dalle loro azioni volontarie negative precedenti, alla sofferenza.
Spesso tradotti, utilizzando una terminologia tratta da altre religioni, come "inferno buddista" o "purgatorio", i Naraka si differenziano sotto vari aspetti: i condannati non sono giudicati da una entità esterna e superiore, ma vi si trovano per la legge del karma, vista come un principio di causa-effetto dall'inesorabilità quasi meccanica; i Naraka non sono eterni come l'inferno cristiano, ma condizionati e la pena stessa è, per ferocia e durata, sempre limitata (per quanto temporalmente enorme) e commisurata all'azione compiuta. I Naraka, inoltre, possono essere considerati sia come luoghi fisici che come stati mentali.
Le sofferenze degli abitanti dei Naraka spesso assomiglino a quelle dei Preta, con cui spesso sono facilmente confusi. Ciò che li distingue è che gli esseri dei Naraka sono confinati nel loro mondo sotterraneo, mentre i Preta sono liberi di muoversi.
La festa buddista di Ullambana è rivolta al guadagnare meriti karmici che vengano poi trasferiti agli esseri senzienti prigionieri dei Naraka in modo da diminuire il loro tempo di sofferenza.

## Categorizzazioni
Nelle varie tradizioni buddiste fisicamente i Naraka sono pensati come una serie di strati cavernosi che si estendono al di sotto di Jambu-dvīpa (il mondo umano). Esistono varie categorizzazioni dei Naraka, con la descrizione dei loro tormenti. Alcune fonti elencano cinquecento o addirittura centinaia di migliaia di differenti Naraka. La più comune è quella dell'Abhidharma-kosa ("Il Tesoro dell'Abhidharma"), che prevede invece otto Naraka Freddi e otto Naraka Caldi.
Al confine di questi vi sono altri inferni isolati, chiamati Pratyeka Naraka (Pali: Pacceka-niraya) e Lokantarikas. 

### Naraka freddi
- Arbuda (頞部陀地獄), il Naraka delle Vesciche. Questo mondo è una buia pianura ghiacciata su cui spirano tormente di neve. Gli esseri nascono e vivono nudi e soli, coperti di vesciche da freddo. La durata di questo Naraka corrisponde al tempo necessario a svuotare un barile di semi di sesamo che ne perda uno ogni cento anni[1]. La vita in questo Naraka è lunga  2x1010 anni.
- Nirarbuda  (尼刺部陀地獄), il Naraka delle Vesciche Scoppiate. Simile ma più freddo del precedente, le vesciche degli esseri scoppiano, lasciandoli coperti di sangue e pus congelato[1]. La vita in questo Naraka è lunga  4x1010 anni.
- Aṭaṭa (頞听陀地獄), il Naraka del Tremito. Gli esseri qui tremano dal freddo, perdono l'uso della parola e sono solo in grado di pronunciare il suono "aṭ-aṭ-aṭ"[1]. La vita in questo Naraka è lunga  8x1010 anni.
- Hahava (臛臛婆地獄), il Naraka del Lamento.  Gli esseri sono qui in grado solo di dire "ha" in lamento[1]. La vita in questo Naraka è lunga  16x1010 anni.
- Huhuva (虎虎婆地獄), il Naraka dei Denti che Battono. Gli esseri sono qui in grado solo di battere i denti[1]. La vita in questo Naraka è lunga  32x1010 anni.
- Utpala (嗢鉢羅地獄), il Naraka del Loto Blu. Il freddo dà alla pelle degli esseri il colore della utpala, la Nymphaea caerulea[1]. La vita in questo Naraka è lunga  64x1010 anni.
- Padma (鉢特摩地獄), il Naraka del Loto. La carne è fessurata dal freddo e ne esce sangue[1]. La vita in questo Naraka è lunga  128x1010 anni.
- Mahāpadma (摩訶鉢特摩地獄), il Naraka del Grande Loto. Il gelo riduce il corpo in pezzi, e anche gli organi interni sono fessurati dal freddo[1]. La vita in questo Naraka è lunga  256x1010 anni.

### Naraka caldi
Ciascun inferno ha una durata otto volte più lunga del precedente.
- Sañjīva (等活地獄), il Naraka dei Riviventi. Su una superficie di ferro scaldato da un immenso fuoco, gli esseri vivono nella miseria e nella paura, che li spinge ad attaccarsi l'un l'altro con mazze e artigli di ferro. Una volta uccisi rinascono già adulti e ricominciano. Altri tipi di torture di questo Naraka includono: l'avere il corpo bruciato da metallo fuso, essere tagliati a pezzi e soffrire il calore del terreno di ferro[1]. La vita in questo Naraka dura 162×1010 anni. Si dice che questo Naraka stia 1000 yojana sotto Jambu-dvīpa e sia ampio 10.000 yojana (un yojana corrisponde a 11 chilometri)[2].
- Kālasūtra (黒繩地獄), il Naraka della Corda Nera. Come il precedente, ma gli esseri hanno linee nere disegnate sul corpo, che  i servi di Yama usano come guida per tagliarli e segarli vivi con asce e seghe incandescenti[1]. La vita dura 1 296×1010 anni.
- Saṃghāta (衆合地獄), il Naraka Cozzante. Gli esseri sono circondati da enormi massi che schiacciano chi si trova in mezzo. Quando le rocce si allontanano, gli esseri ritornano in vita e il processo ricomincia[1]. La vita dura 10 368×1010 anni.
- Raurava (號叫地獄), il Naraka dei Gementi. Gli esseri corrono sul terreno caldo fino a che non trovano delle grotte per rifugio. Una volta entrati si trovano bloccati e colpiti da enormi fiamme, per il dolore delle quali gemono[1]. La vita dura 82 944x1010 anni.
- Mahāraurava (大叫地獄), il Naraka degli Urlanti. Animali detti kravyāda mangiano gli esseri vivi a pezzi[1]. È il luogo di pena per coloro che usano il proprio corpo per ferire gli altri. La vita dura 663 552×1010 anni.
- Tapāna (炎熱地獄), il Naraka del Calore. I servi di Yama impalano gli esseri con una lancia infuocata fino a quando le fiamme non escono dal naso e dalla bocca[1]. La vita dura 5 308 416×1010 anni.
- Pratāpana (大炎熱), il Naraka dell'Immenso Calore. Come il precedente, ma l'impalamento avviene per mezzo di un tridente[1]. La vita dura 42 467 328×1010 anni. Si dice che la lunghezza di questo Naraka è tale che possa durare anche per quasi un mezzo antarakalpa.
- Avīci (無間地獄), il Naraka Senza Interruzioni. Gli esseri sono arrostiti vivi in un enorme forno per 339 738 624×1010 anni[1]. Si dice che la lunghezza di questo Naraka è tale che possa durare anche per un intero antarakalpa. È il luogo di pena per chi compie una delle cinque azioni a retribuzione immediata.